# Aseraggodes filiger
Aseraggodes filiger és un peix teleosti de la família dels soleids i de l'ordre dels pleuronectiformes que es troba a les costes d'Indonèsia i Filipines.